# گرافشافت بنتهایم
گرافشافت بنتهایم (به آلمانی: Landkreis Grafschaft Bentheim) یک ناحیهٔ روستایی در آلمان است که در نیدرزاکسن واقع شده‌است.

## خصوصیات
گرافشافت بنتهایم ۱۳۳٬۳۰۰ نفر جمعیت دارد.